# Dieu
Dieu (en llatí Diaeus, en grec antic Δίαιος) fou un estrateg de la Lliga Aquea, nascut a Megalòpolis.

## Biografia
Va succeir a Menalcides com a general (estrateg) de la Lliga Aquea el 150 aC. Menalcides, que havia estat acusat per Cal·lícrates de Leòntion d'un delicte que comportava la pena capital, es va salvar mercès a l'ajut de Dieu, a qui havia subornat amb tres talents.
El suborn va transcendir i, per desviar l'atenció de l'afer, Dieu va iniciar una guerra contra Esparta. Amb aquesta ciutat, existia un conflicte de límits que els espartans havien sotmès al senat romà, i aquest havia respost que les qüestions internes que no implicaven decisions sobre la vida o la mort eren de la competència del gran consell de la Lliga. La disputa va portar a la guerra encara que els espartans també demanaven negociacions.
Dieu va exigir el desterrament de 24 notables espartans a qui acusava de ser els instigadors del conflicte. Aquests homes van fugir cap a Roma, i Dieu va anar a la república per reclamar l'entrega juntament amb Cal·lícrates, que va morir pel camí, mentre Menalcides donava suport als exiliats.
Menalcides, en tornar a Esparta va assegurar que Roma s'havia decantat a favor de la independència espartana, però per contra, Dieu deia que se li havia garantit la integritat de la Lliga. La realitat era que el senat no havia decidit res i havia promès enviar una comissió per arranjar la disputa.
La guerra es va reiniciar el 148 aC, tot i que els romans ho havien prohibit. Dieu va ser nomenat altre cop estrateg el 147 aC i va obeir en general les ordres de Roma, però va procurar apoderar-se de les ciutats properes a Esparta per mitjà de negociacions.
Els romans finalment van decidir separar Esparta i altres estats de la Lliga Aquea i Dieu va encapçalar la indignació dels membres de la Lliga i va instigar actes de violència contra Roma que van portar a la guerra.
La Lliga va nomenar estrateg a Critolau a la tardor del 147 aC, pel període d'un any. No obstant això, Critolau va morir al cap de poc temps deixant el seu any de mandat sense acabar. Llavors, Dieu va tornar a encapçalar la Lliga, ja que la llei preveia que en cas de mort de l'estrateg el seu predecessor assumiria el càrrec pel temps que restava.
Dieu va organitzar un exèrcit d'esclaus emancipats i va reforçar el reclutament de ciutadans, però es va equivocar a l'hora de dividir les seves forces, de les que una part van ser enviades de guarnició a Mègara per esperar allí als romans, i amb la resta es va fer fort a Corint. El general romà Quint Cecili Metel Macedònic va avançar i va enviar ambaixadors a oferir condicions per la pau, però Dieu els va empresonar, encara que els va alliberar al cap de poc, després de cobrar un suborn d'un talent. El general Sosícrates i Filí de Corint, que havien recomanat negociar, van ser torturats i executats.
El 146 aC Luci Mummi Acaic el va derrotar sota les muralles de Corint i no va fer cap intent de defensar la ciutat fugint cap a Megalòpolis, on va matar la seva dona per evitar que caigués en mans de l'enemic i es va suïcidar prenent un verí.